# خريطة الإدراك

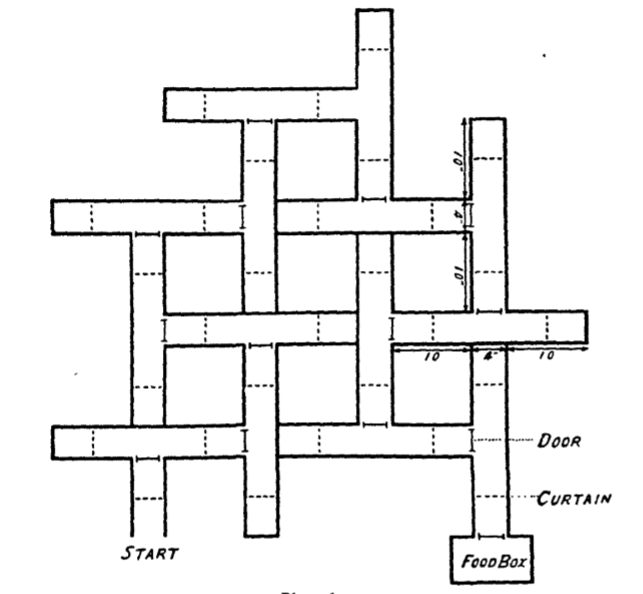

خرائط الإدراك (الخرائط المعرفية، الخرائط الذهنية، النماذج المعرفية، النماذج العقلية) (بالإنجليزية: Cognitive maps, mental maps, mind maps, cognitive models, or mental models)‏ هي أسلوب من أساليب المعالجة النفسية وتتكون من سلسلة من التحولات النفسية التي يمكن للفرد من خلالها اكتساب أو ترميز أو تخزين أو استذكار أو فك رموز معلومات عن مواقع نسبية وخواص الظواهر في حياته اليومية أو البيئة المجازية المكانية.
يعود الفضل في إنشاء هذا المصطلح لإدوارد سي، وقد تمت دراسة الخرائط في مختلف المجالات، مثل علم النفس، والتعليم، وعلم الآثار، والتخطيط، والجغرافيا، والهندسة المعمارية، وهندسة المناظر الطبيعية، وتخطيط المدن وإدارتها. لذا فإنه كثيراً ما يشار لهذه النماذج العقلية بالمصطلحات التالية (بدرجات متفاوتة): خرائط معرفية، خرائط عقلية، خرائط، مخطوطات، أطر مرجعية.
بشكل مبسط، تستخدم الخرائط الإدراكية طريقةً لبناء وتراكم المعرفة المكانية والسماح لـ «عين العقل» أن تصور صوراً للحد من عبء المعرفة وتعزيز تذكر وتعلم المعلومات. يمكن أن يستخدم هذا النوع من التفكير المكاني مجازاً لمهام غير مكانية، حيث كان الناس يؤدون المهام غير المكانية التي تنطوي على الذاكرة المكانية والتصوير واستخدام المعرفة للمساعدة في معالجة هذه المهمة. أقدم الطرق المعروفة رسمياً لاستخدام الطريقة المكانية لتذكر البيانات هي «طريقة المواضع». وقد كان طلاب الخطابة في روما القديمة يستخدمون هذه الطريقة عند حفظ الكلمات. لذا يمكن ربط الكلمات بمظهر من المكان المادي؛ فعلى سبيل المثال، سلسلة من الغرف في المبنى. عند الرغبة في حفظ قائمة من الكلمات؛ على سبيل المثال، يمكن أن يتصور المتعلم جسماً يمثل كل كلمة ويربطها ببعضها البعض. فبمجرد ذكر القائمة، «يتجول» المتعلم عقلياً في المواقع ويحفظها، ويلاحظ وجود الأشياء التي وضعت خلال مرحلة الحفظ.

## نظرة عامة
يعتقد تولمان أننا نتعلم من خلال التجربة والخطأ. وعندما ننجح نتذكر بطريقة معرفية، وتهيئة خرائط للأماكن والظروف. والدليل على هذا، جاء من التجارب على الفئران في المتاهة التي يقوم بها إدوارد سي في 1940:
1. يبدو أن الفئران قد قاموا باستكشاف متاهة لا لسبب إلا للمتعة.
2. إذا كانوا يعرفون جيدا أنهم سيجدون طريقهم حتى لو كانت المتاهات مليئة بالمياه، فقد اضطر الفئران للسباحة ليجدوا طريقهم إلى الطعام.

تعتبر خرائط الإدراك أكثر تعقيدا من نظرية التعلم التي تقوم على أساس الثواب والعقاب والمحفزات. حيث يشهد الجهاز العصبي نوعا بسيطا من التعلم وفقا لشكل الثواب والعقاب. مجازا، فإن المخ يشبه لوحة مفاتيح بسيطة. ألبرت باندورا وج. ميد أضافا دافع التعلم هو تقليد الآخرين (وجود قدوة). يتحدث عن توسل المعرفي، الذي هو جزء مهم من العلاج الإدراكي.
الفئران في متاهات تحتاج أن تتعلم حتى لو لم يكن هناك مكافأة لها، كما إنها تتذكر ما تعلمته. هذه هي نظرية المدرسة الفكرية الميدانية المعروفة في أيامنا هذه، والتي يعتقد أن هذه المجموعة في أثناء تعلم ما يشبه خريطة ميدان البيئة تحصل المنشأة في الفئران (أو الشخص) في الدماغ. هل يمكن القول إن إدارة الفئران في متاهات يتعرض لمحفزات وأدت في النهاية هو نتيجة لهذه المحفزات إلى الردود التي وقعت فعلا. ومع ذلك فإن عمليات التدخل في الدماغ أكثر تعقيدا، وأكثر، وعلى غرار كثير من الأحيان، وإذا تحدثنا بطريقة براغماتية أكثر استقلالا أكثر من حافز للاستجابة الأطباء النفسيين. على الرغم من إنه من المرجح أن الفئران هي محفزات للقصف من جانب، ومن المرجح جدا أن الجهاز العصبي للدهشة هو أن الانتقائية لهذه المحفزات التي ستسمح في ذلك في أي وقت معين. التعلم وتتيح لنا فرصة أفضل لتقييم المستقبل والبقاء على قيد الحياة.
الخرائط في المخ لا يمكن أن ينظر إليها؛ لا يسعنا إلا أن نرى النتائج المترتبة على التعلم. اتصالات يجعل الدماغ أكثر تعقيدا بكثير من تلك التي من الممكن أن نرى في المجهر أو ماسحة. التبسيط وOccams الشفرة ممتازة لقراءة المواضيع إذا كنت تريد معرفة المزيد عن كيفية التعلم في الدماغ وتتصل مع بعضها البعض. ومن المعروف أن العقل البشري يصبح أكثر تعقيدا ويترابط وسائل جديدة في مرحلتي الطفولة والمراهقة.
«المكتب المركزي» (العقل) هو نفسه الآن أشبه خريطة غرفة المراقبة مما هو عليه مثل الطراز القديم للاتصالات الهاتفية. فإن المحفزات، والتي يسمح بها، ليست مرتبطة فقط مجرد واحد إلى واحد مفاتيح لردود السابق. وبدلا من ذلك، عادة ما تكون واردة نبضات عملت على مدى وضعت في غرفة المراقبة المركزية في مؤقت، تشبه الخريطة الإدراكية للبيئة. وهذا هو مبدأ الخريطة، مما يدل على طرق ومسارات والبيئة والعلاقات التي تحدد في النهاية الردود، إن وجدت، والحيوان في النهاية.
خريطة هنا هو معروف لمعظم الناس. ومع ذلك، فمن رأسا على عقب. تدوير الصورة في عقلك (أو الوقوف على رأسك) وسترى أفريقيا. أين هو الآن في جمهورية جنوب أفريقيا؟ تعلمون الخريطة ويمكنك استخدام هذه المعرفة. عليك تدوير الخريطة في عقلك، وهناك لديك محاولة لتدريس هذا المفهوم لحيوان قد يكون من الصعب إذا كانت إعادة تنظيم المعرفة وتعلم الكثير من ذلك، فإن التعلم أو آها لحظة (آها - Erlebnis). في بعض الأحيان، يجب أن تجمع بين المعرفة في طرق جديدة.
وأخيرا، من المهم أيضا أن نلاحظ كيف أن هذه الخرائط شريط ضيق نسبيا وشبيهة، أو واسعة وشاملة. بين كل من قطاع غزة وخرائط شاملة بين الخرائط ويمكن أن تكون صحيحة أو غير صحيحة في بمعنى أنها قد عندما تبت، تؤدي بنجاح إلى الحيوان الهدف. الاختلافات بين هذه الخرائط وهذا الشريط خرائط شاملة سوف تظهر إلا عند الفئران هي التي قدمت في وقت لاحق مع بعض التغيير في بيئة معينة. بعد ذلك، وأضيق وأكثر الشريط تشبه الخريطة الأصلية، كما أنها قطعا لن ترحيل بنجاح لمشكلة جديدة؛ في حين، وعلى نطاق أوسع وأكثر شمولا لأنه، وسيكون أكثر ملاءمة للعمل في الهيكل الجديد. في شريط خريطة معينة موقف الحيوان مرتبط فقط بسيطة نسبيا، وطريق وحيد لوضع هذا الهدف. في خريطة شاملة أوسع قوس البيئة ويمثل، وذلك أنه إذا كانت نقطة الانطلاق للتغيير أو الحيوان تغيرات في طرق محددة يتم عرض هذه الخريطة على نطاق أوسع وسيسمح هذا الحيوان ما زال على التصرف بطريقة صحيحة نسبيا واختيار الطريق الجديد المناسب.